# عیسی فرهادی
عیسی فرهادی سرتنگی (زاده ۱۳۴۳، دهستان مشایخ استان چهارمحال و بختیاری) سیاستمدار ایرانی است که از آبان سال ۱۳۹۱ تا اسفند ۱۴۰۰ به‌عنوان فرماندار تهران فعالیت می‌کرد.

## سوابق اجرایی
فرهادی سوابق و مسئولیت‌هایی در کارنامه کاری خود دارد که عبارتند از:
رئیس آموزش و پرورش شهرستان اردل

بخشدار-معاون فرماندار و فرماندار شهرستان‌های اردل، لردگان
 
معاون اداری و مالی بنیاد مستضعفان و جانبازان استان چهار محال و بختیاری

قائم‌مقام و مدیرکل صدا و سیمای استان سیستان و بلوچستان

معاون سیاسی و امنیتی استانداری استان خراسان جنوبی

سرپرست استانداری استان خراسان جنوبی

معاون استاندار تهران

فرماندار ویژه کرج و سرپرست استانداری البرز

وی در کنار این سوابق، در حوزه مطبوعات نیز فعالیت داشته است. در تاریخ ۱۳ مهر ۱۳۸۸ دبير هيأت نظارت برمطبوعات با انتشار روزنامه «سالداران» به صاحب امتيازي و مديرمسئولي «عيسي فرهادي سرتنگي»  موافقت کرد. و مدیرمسئول و صاحب‌امتیاز نخستین نشریه بومی استان چهارمحال و بختیاری به نام «سالداران» است.